# Aartje

Grassen, tweebloemig aartje & bloemdiagram:
A: kelkkafjes; B: onderste kroonkafje; C: kafnaald; 1: bovenste kroonkafje; 2: lodiculae; 3: meeldraden; 4: stamper met 5: stempel

Een aartje is een gedeelte van een bloeiwijze met één of meer ongesteelde bloemen, die op een bloemas staan. Bij de grassen en cypergrassen zijn de aartjes een centraal en kenmerkend onderdeel van de bloeiwijze. 
Dehiscentie of openspringen is het bij rijpheid openspringen van de aartjes waarbij de inhoud die voor de voortplanting zorgen, zich verspreiden. Bij veel voor de landbouw belangrijke gewassen is gedurende het domesticatieproces door menselijke selectie het vermogen tot dehiscentie verdwenen. Dit was onder meer het geval bij gerst en Aziatische rijst, terwijl Afrikaanse rijst juist openspringende aartjes bleef houden. Het niet-openspringen is dan ook een van de mogelijke kenmerken van het domesticatiesyndroom bij planten.

## Grassen
Bij grassen zijn de aartjes in een aar, een aarpluim of een pluim gerangschikt. Een aartje bestaat uit:
- twee kelkkafjes (glumae)
- onderste kroonkafje of lemma; al of niet met kafnaald
- bovenste kroonkafje of palea
- lodicula of zwellichaampjes
- meeldraden
- stamper met vruchtbeginsel, stijl en stempels

De onderste twee blaadjes van een aartje zijn de kelkkafjes (glumae). Die kunnen een aartje helemaal omsluiten. Als de kelkkafjes het aartje niet omsluiten, staan de achtereenvolgende blaadjes van het aartje dakpansgewijs. Het volgende schubje aan de as van het aartje is het onderste kroonkafje of lemma. Het lemma bezit enige stevigheid, hoewel het heel dun is. Aan de top van het lemma, of vlak daaronder, treedt bij veel grassen een lange kafnaald uit. Deze kafnaald is de doorlopende middennerf van het lemma. Het volgende type blaadje is het bovenste kroonkafje of palea, dat vaak vliezig en slap is. 

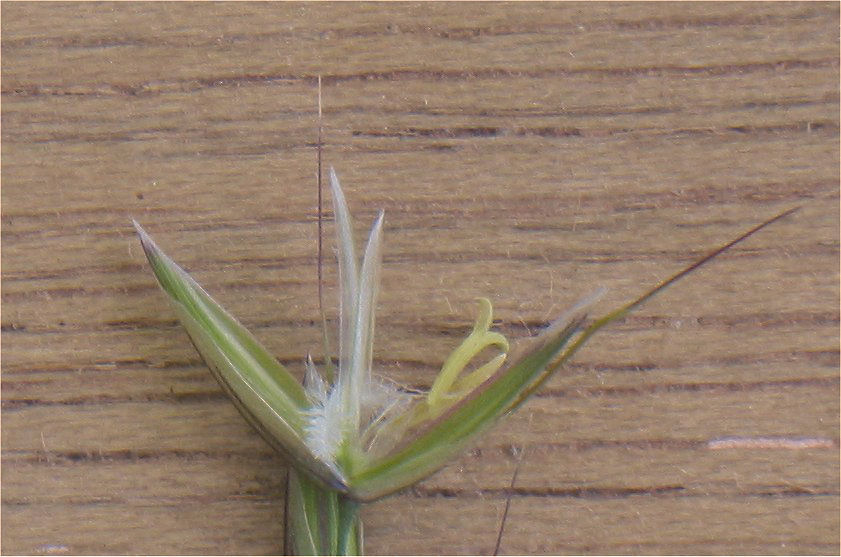
aartje van gewone glanshaver
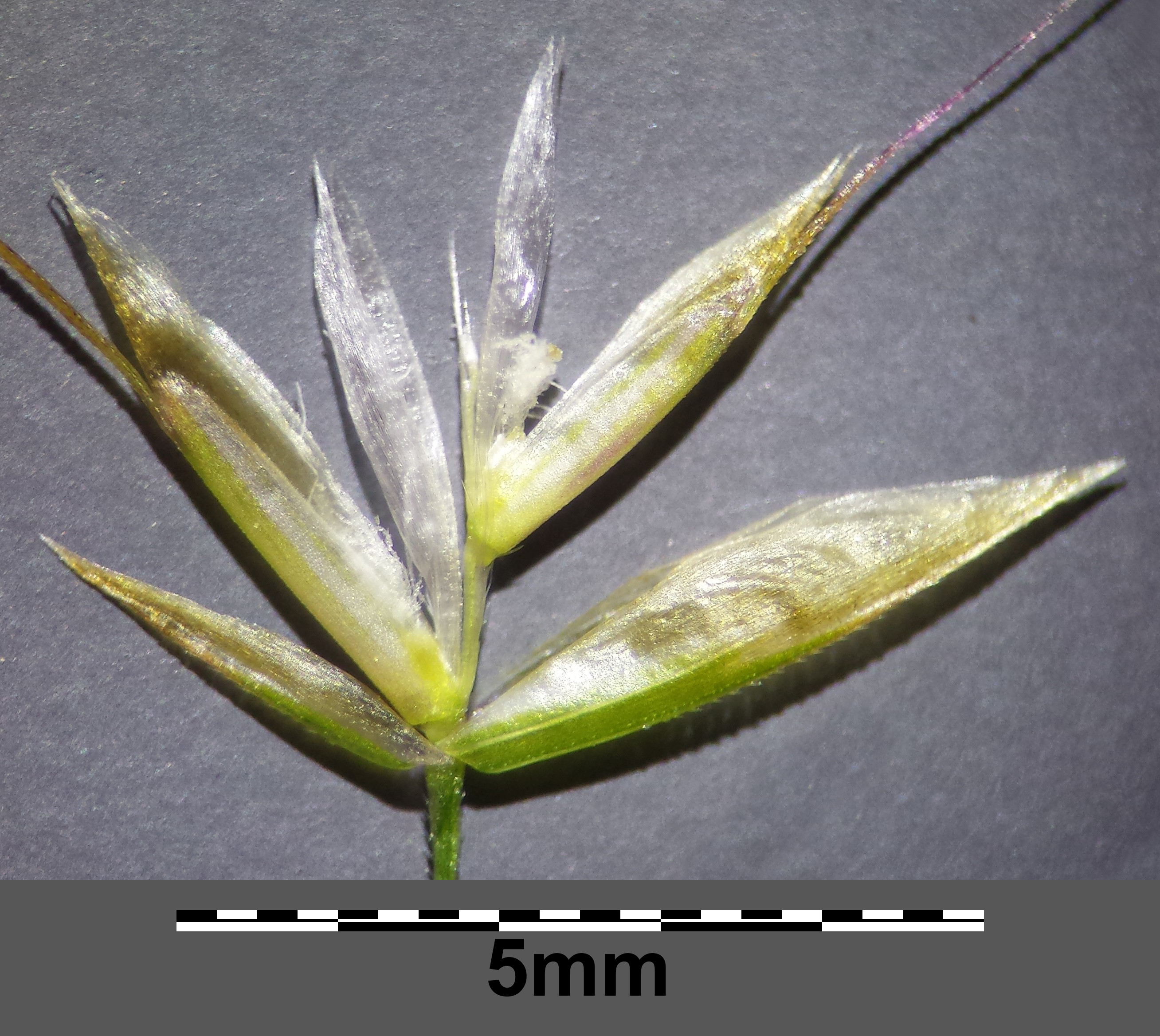
aartje van goudhaver
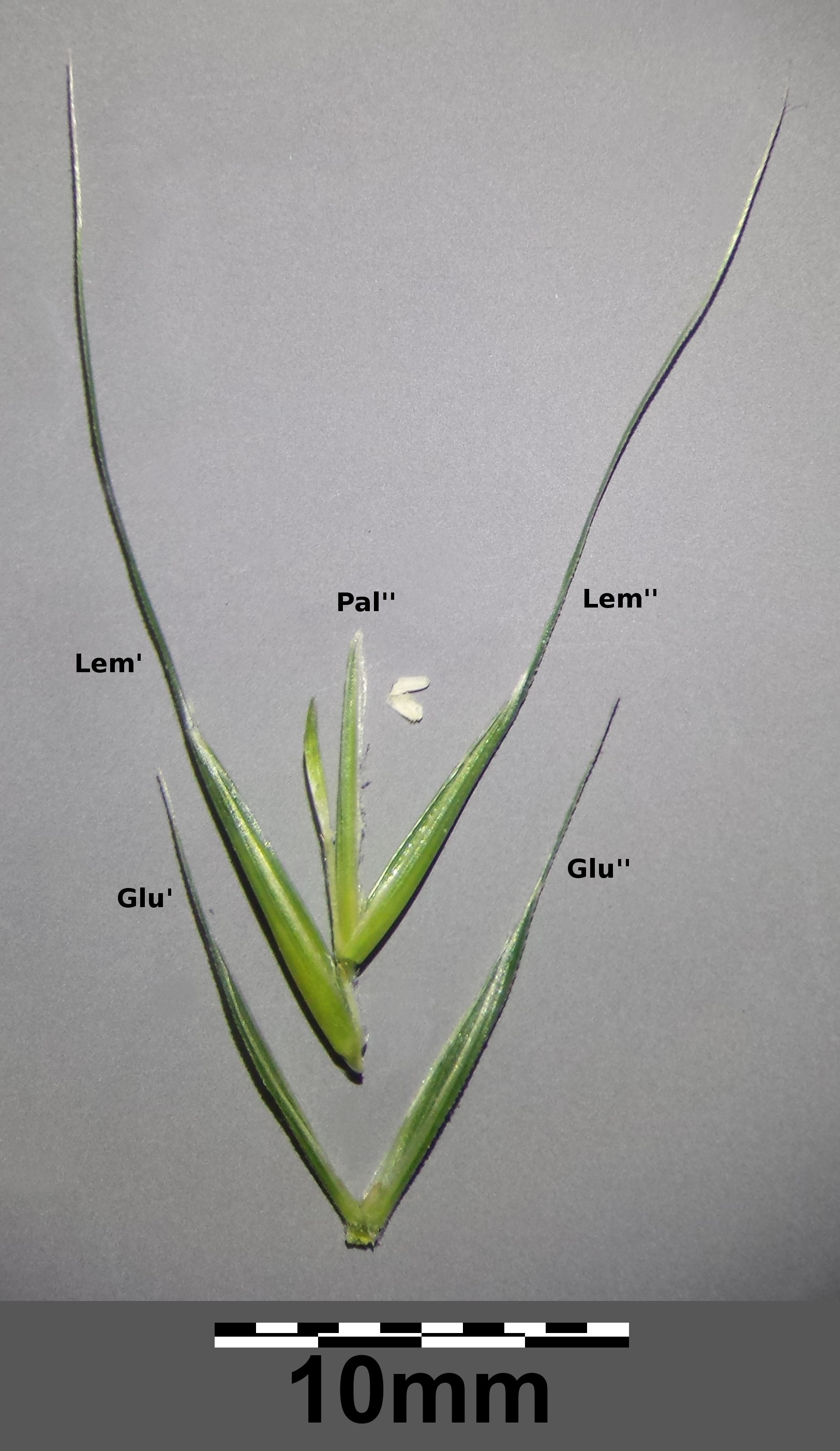
aartje van hondstarwegras
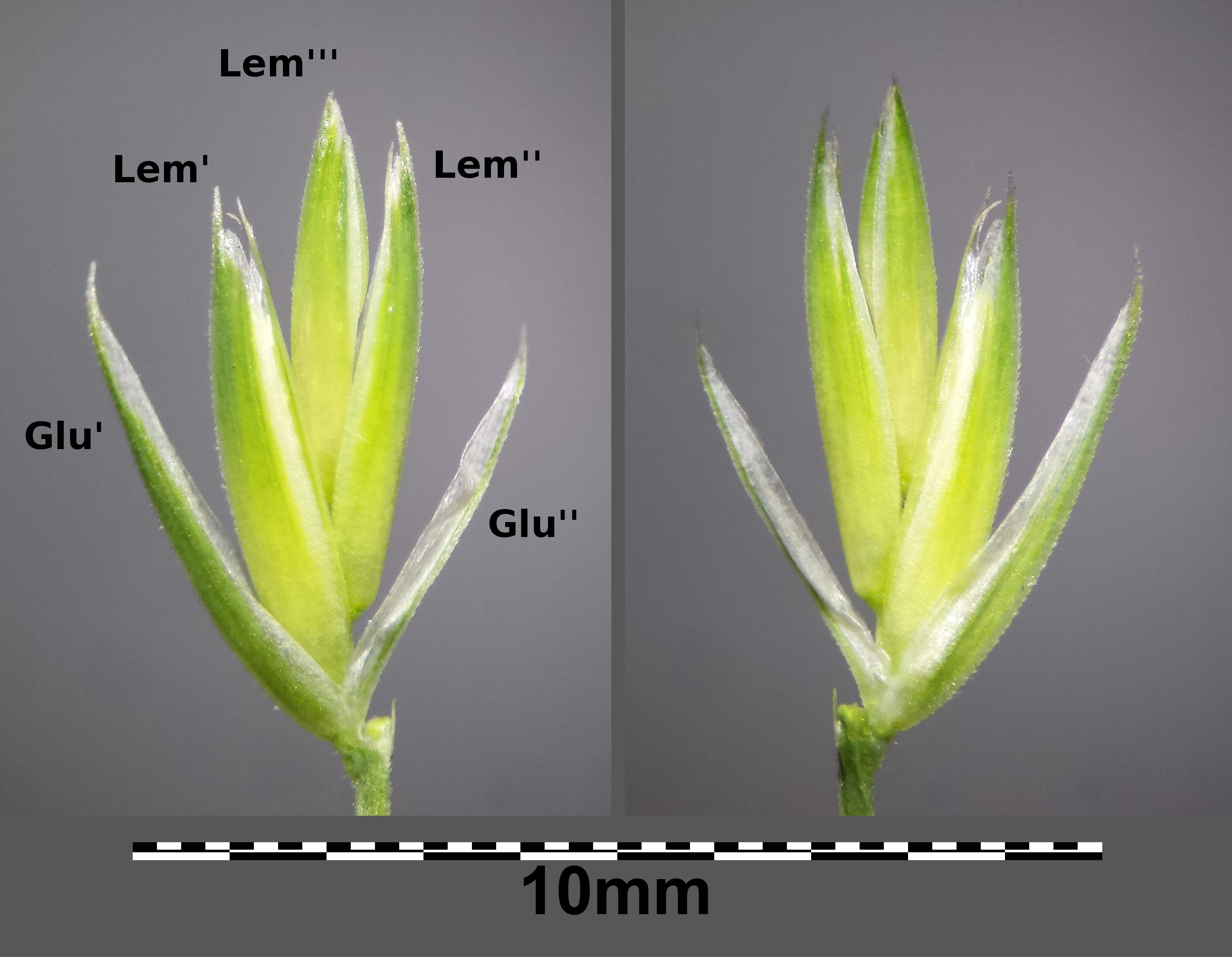
Aartje van IJle kropaar
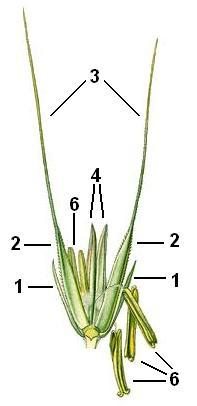
Roggeaartje, 1=onderste kelkkafje, 2=bovenste kelkkafje, 3=kafnaalden, 4=onderste en bovenste kroonkafje, 6=meeldraden. (De stampers zijn nog niet volledig ontwikkeld)
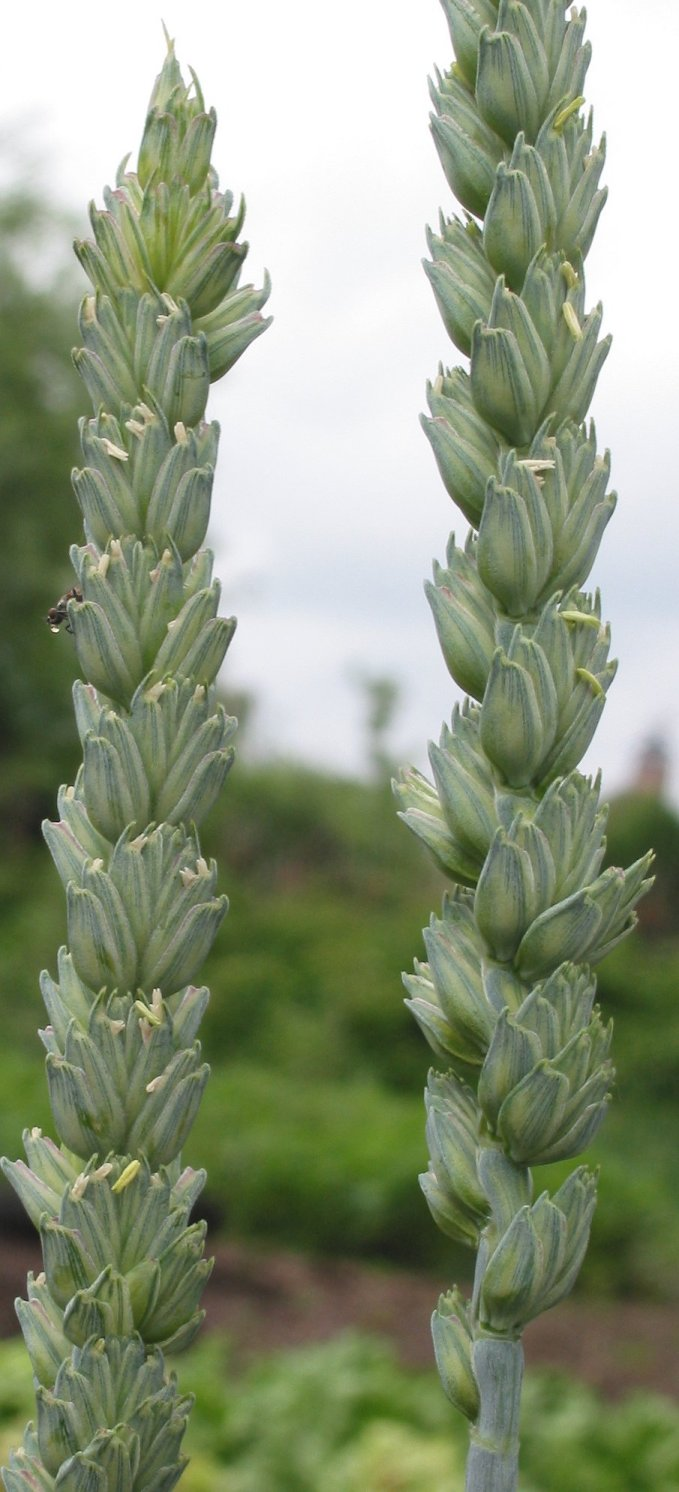
Tarweaar met aartjes

Daarna komen de eigenlijk bloemonderdelen: lodiculea, meeldraden en de stamper. De lodiculea zijn kleine schubjes die bij het begin van de bloei gaan zwellen en zo lemma en palea uit elkaar duwen. Hierdoor krijgen de meeldraden en de stamper ruimte om zich uiteen te gaan vouwen.